# ジューヌエコール
ジューヌエコールは、日本の競走馬、繁殖牝馬。主な勝鞍は2016年のデイリー杯2歳ステークス（GII）、2017年の函館スプリントステークス（GIII）。
馬名の由来は「大規模艦隊に強力な小型艦で対抗する19世紀の海軍の戦略思想（仏）」。

## 経歴

### 2016年（2歳）
7月10日中京の新馬戦に鞍上福永祐一で出走。3番手追走から抜け出してデビュー勝ちを飾った。
続く9月24日阪神のききょうステークスではC・ルメールを背に1番人気に推され、スタートで出遅れて最後方からの競馬になったものの直線で前の馬を差し切って優勝。
再び福永に鞍上が戻った11月12日京都のデイリー杯2歳ステークスでは3番手に位置を取り、ゴール前でのボンセルヴィーソとの叩き合いを制して勝利、無敗の3連勝で重賞初制覇となった。
次走12月11日阪神の阪神ジュベナイルフィリーズには、香港スプリントでビッグアーサーに騎乗する先約があった福永に代わり、M・バルザローナを鞍上に迎えて出走。良血馬ソウルスターリング、アルテミスステークス優勝馬リスグラシュー、小倉2歳ステークス優勝馬レーヌミノルに次ぐ4番人気に支持されたが、道中は折り合いを欠いたうえに直線では横の馬と接触する場面もあり、最後は失速して11着に終わった。騎乗したバルザローナは「スピードのある馬で、1200mから1400mがベストでしょうか」とコメントした。

### 2017年（3歳）
北村友一とのコンビで臨んだ3月12日阪神のフィリーズレビューでは、直線入り口で外から内に切れ込んできたレーヌミノルと内の馬に挟まれる不利を受け、前との差を詰められず4着となった。本番の4月9日桜花賞では大きく人気を落とし、道中ではまたも掛かり気味となり9着に敗れた。
次走には初の1200m戦となる6月18日函館の函館スプリントステークスを選択。50kgでの出走ということもあり3番人気に推された。レースでは速い流れの中で中団に位置を取り、4コーナーで外から進出すると直線半ばで先頭に立ってそのまま押し切り、2着に2馬身半差を付けて快勝。重賞2勝目を飾った。勝ちタイム1分6秒8は函館芝1200mのコースレコードであり、アグネスワールドが持つ日本レコードに0秒3まで迫る高速決着となった。
その後は8月27日札幌のキーンランドカップへの出走を予定していたが、ツメの不安のため回避。10月28日京都のスワンステークスで復帰するも12着、11月26日京都の京阪杯は14着といずれも大敗し、この年を終える。

### 2018年（4歳） - 2019年（5歳）
2018年は3月3日中山のオーシャンステークスから始動したが12着、約1年半ぶりに福永が手綱を取った3月25日中京の高松宮記念は17着、連覇を目指した6月17日の函館スプリントステークスでは14着と重賞での2桁着順が続いた。
その後は8月26日の朱鷺ステークス、10月14日の信越ステークスと2戦続けて新潟1400mのオープン戦に出走したが5着、9着と勝利は挙げられず、次走からはダートに転向。
初のダート戦となった11月25日の京都オータムリーフステークスは7番人気での出走となるも、圧倒的1番人気に推されていたコパノキッキング相手にクビ差の2着と好走し、函館スプリントステークス以来およそ1年半ぶりに馬券圏内に入った。
年が明けた2019年は前走と同コースの2月17日大和ステークスに出走、ゴール手前でヤマニンアンプリメに差し切られたものの再び2着に入る。その後は続けてダート1200m戦に出走したものの4月14日中山の京葉ステークス、4月29日京都の天王山ステークスと連続4着に終わった。
その後、右前脚の球節部の骨折とけい靱帯炎が判明。馬主のサンデーレーシングの規定である引退期限の6歳3月末までの復帰が難しいと判断されたため、8月3日に現役引退が発表された。
8月7日付で競走馬登録を抹消、引退後はノーザンファームで繁殖牝馬となる。

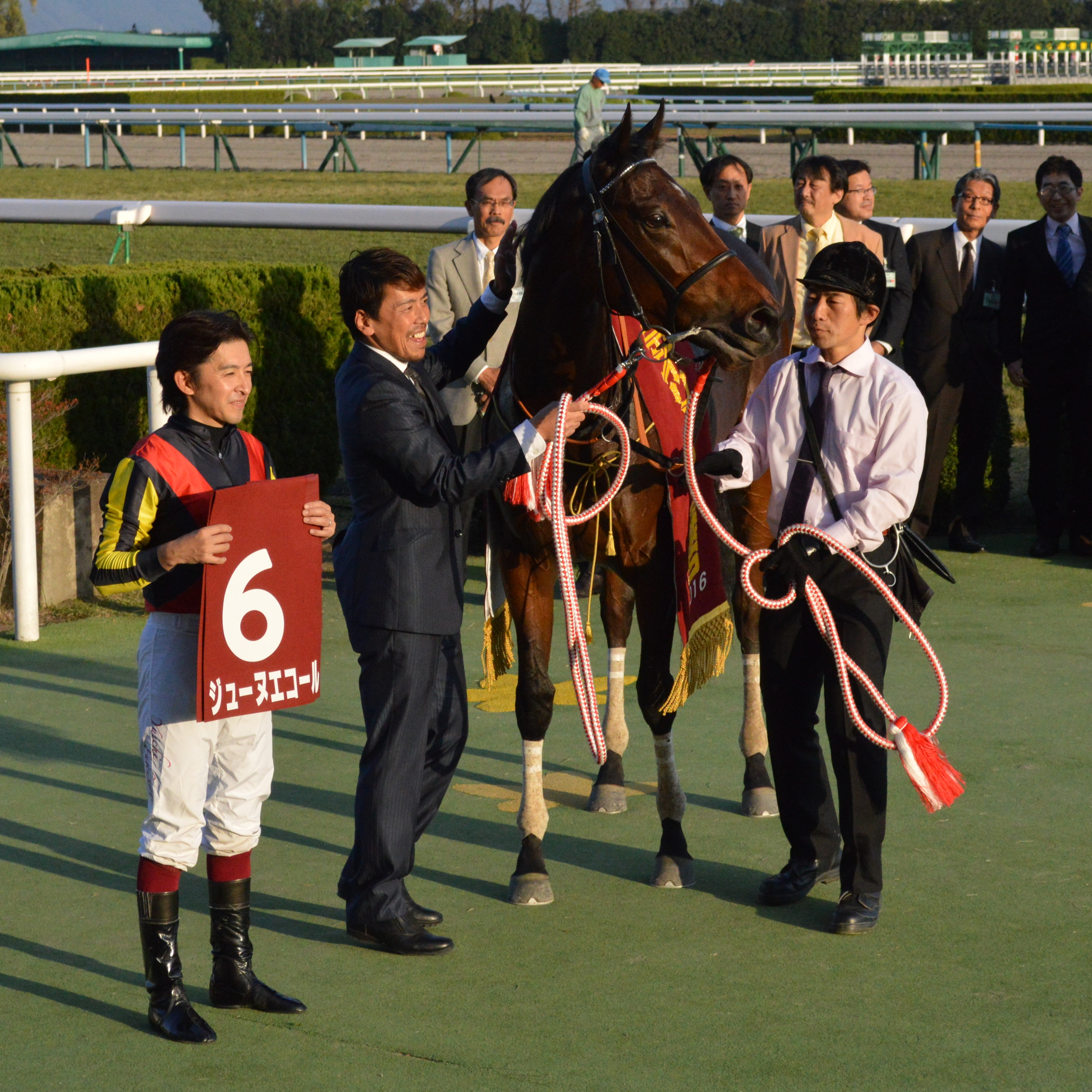
デイリー杯2歳S
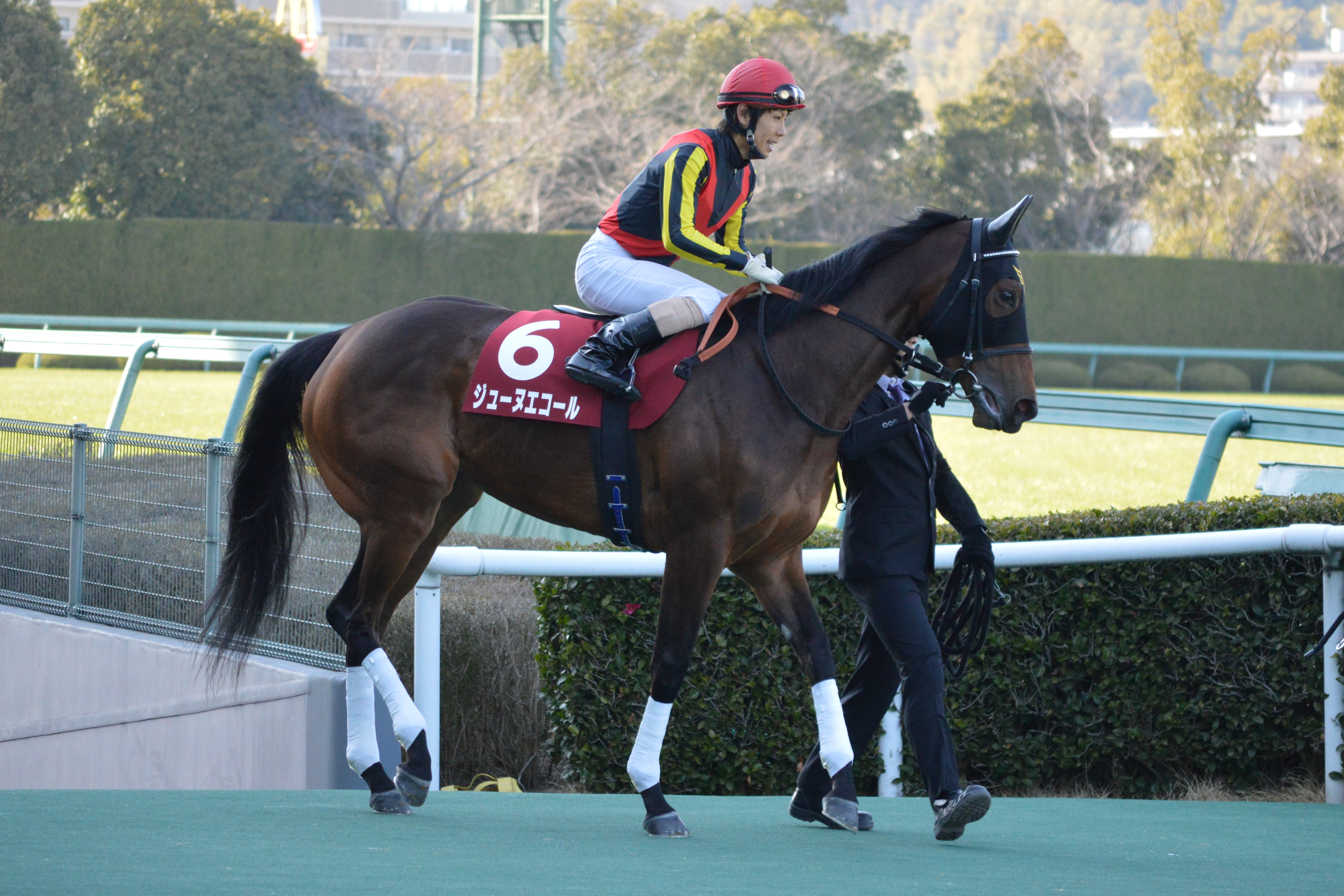
フィリーズレビュー

## 競走成績
以下の内容は、netkeiba.comの情報に基づく。
| 競走日     | 競馬場 | 競走名             | 格   | 距離（馬場）  | 頭 数 | 枠 番 | 馬 番 | オッズ （人気） | 着順 | タイム （上がり3F） | 着差 | 騎手           | 斤量 [kg] | 1着馬（2着馬）         | 馬体重 [kg] |
| ---------- | ------ | ------------------ | ---- | ------------- | ----- | ----- | ----- | --------------- | ---- | ------------------- | ---- | -------------- | --------- | ---------------------- | ----------- |
| 2016.07.10 | 中京   | 2歳新馬            |      | 芝1400m（重） | 12    | 4     | 4     | 004.10（2人）   | 01着 | R1:23.0（34.9）     | -0.3 | 福永祐一       | 54        | （メイショウハバネラ） | 476         |
| 0000.09.24 | 阪神   | ききょうS          | OP   | 芝1400m（稍） | 9     | 8     | 9     | 002.60（1人）   | 01着 | R1:22.3（34.0）     | -0.1 | C.ルメール     | 54        | （マルモレイナ）       | 488         |
| 0000.11.12 | 京都   | デイリー杯2歳S     | GII  | 芝1600m（良） | 10    | 6     | 6     | 003.60（2人）   | 01着 | R1:34.6（33.6）     | -0.0 | 福永祐一       | 54        | （ボンセルヴィーソ）   | 490         |
| 0000.12.11 | 阪神   | 阪神JF             | GI   | 芝1600m（良） | 18    | 6     | 11    | 008.00（4人）   | 11着 | R1:35.6（36.3）     | -1.6 | M.バルザローナ | 54        | ソウルスターリング     | 488         |
| 2017.03.12 | 阪神   | フィリーズレビュー | GII  | 芝1400m（良） | 18    | 3     | 6     | 007.00（3人）   | 04着 | R1:21.6（35.8）     | -0.6 | 北村友一       | 54        | （カラクレナイ）       | 488         |
| 0000.04.09 | 阪神   | 桜花賞             | GI   | 芝1600m（稍） | 17    | 2     | 4     | 096.6（12人）   | 09着 | R1:35.3（36.1）     | -0.8 | 北村友一       | 55        | レーヌミノル           | 484         |
| 0000.06.18 | 函館   | 函館スプリントS    | GIII | 芝1200m（良） | 13    | 6     | 8     | 007.20（3人）   | 01着 | R1:06.8（33.9）     | -0.4 | 北村友一       | 50        | （キングハート）       | 482         |
| 0000.10.28 | 京都   | スワンS            | GII  | 芝1400m（重） | 18    | 3     | 6     | 014.30（6人）   | 12着 | R1:23.2（35.8）     | -0.8 | 北村友一       | 52        | サングレーザー         | 492         |
| 0000.11.26 | 京都   | 京阪杯             | GIII | 芝1200m（良） | 16    | 8     | 16    | 011.90（7人）   | 14着 | R1:09.5（34.2）     | -0.7 | 北村友一       | 54        | ネロ                   | 492         |
| 2018.03.03 | 中山   | オーシャンS        | GIII | 芝1200m（良） | 16    | 3     | 5     | 037.3（12人）   | 12着 | R1:08.9（34.7）     | -0.6 | 北村友一       | 54        | キングハート           | 494         |
| 0000.03.25 | 中京   | 高松宮記念         | GI   | 芝1200m（良） | 18    | 7     | 15    | 120.3（14人）   | 17着 | R1:09.9（35.7）     | -1.4 | 福永祐一       | 55        | ファインニードル       | 484         |
| 0000.06.17 | 函館   | 函館スプリントS    | GIII | 芝1200m（良） | 16    | 2     | 4     | 013.50（6人）   | 14着 | R1:08.3（34.2）     | -0.7 | 北村友一       | 54        | セイウンコウセイ       | 484         |
| 0000.08.26 | 新潟   | 朱鷺S              | OP   | 芝1400m（稍） | 15    | 2     | 3     | 010.40（5人）   | 05着 | R1:21.1（34.4）     | -1.4 | 石川裕紀人     | 54        | ワンスインナムーン     | 498         |
| 0000.10.14 | 新潟   | 信越S              | OP   | 芝1400m（良） | 18    | 7     | 15    | 032.7（12人）   | 09着 | R1:21.6（36.4）     | -0.9 | 川又賢治       | 54        | スターオブペルシャ     | 500         |
| 0000.11.25 | 京都   | オータムリーフS    | OP   | ダ1200m（良） | 16    | 4     | 7     | 024.80（7人）   | 02着 | R1:10.8（35.2）     | -0.0 | 北村友一       | 54        | コパノキッキング       | 490         |
| 2019.02.17 | 京都   | 大和S              | OP   | ダ1200m（良） | 13    | 7     | 10    | 004.60（1人）   | 02着 | R1:10.8（35.9）     | -0.1 | 坂井瑠星       | 54        | ヤマニンアンプリメ     | 494         |
| 0000.04.14 | 中山   | 京葉S              | L    | ダ1200m（良） | 16    | 1     | 2     | 002.50（1人）   | 04着 | R1:11.4（36.2）     | -0.4 | C.ルメール     | 54        | アポロノシンザン       | 494         |
| 0000.04.29 | 京都   | 天王山S            | OP   | ダ1200m（良） | 15    | 6     | 11    | 004.40（2人）   | 04着 | R1:11.5（36.1）     | -0.2 | A.シュタルケ   | 54        | タテヤマ               | 488         |

- タイム欄のRはコースレコード勝ちを示す。

## 繁殖成績
|       | 馬名                   | 生年   | 性 | 毛色   | 父               | 馬主                     | 厩舎           | 戦績           |
| ----- | ---------------------- | ------ | -- | ------ | ---------------- | ------------------------ | -------------- | -------------- |
| 初仔  | シャトーディフ         | 2021年 | 牝 | 鹿毛   | モーリス         | （有）サンデーレーシング | 美浦・木村哲也 | 6戦0勝（引退） |
| 2番仔 | デュピュイドローム     | 2022年 | 牡 | 黒鹿毛 | ロードカナロア   | （有）サンデーレーシング | 美浦・宮田敬介 | 1戦0勝（現役） |
| 3番仔 | エコールナヴァール     | 2023年 | 牝 | 鹿毛   | アドマイヤマーズ | （有）サンデーレーシング | 美浦・森一誠   | （デビュー前） |
| 4番仔 | ジューヌエコールの2024 | 2024年 | 牡 | 鹿毛   | レイデオロ       |                          |                |                |

- 2025年4月11日現在

## 血統表
| ジューヌエコールの血統          | ジューヌエコールの血統                            | ジューヌエコールの血統                            | （血統表の出典）                                  | （血統表の出典） |
| 父系                            | デピュティミニスター系                            | デピュティミニスター系                            | デピュティミニスター系                            | [ § 2 ]          |
| 父 *クロフネ 1998 芦毛          | 父の父*フレンチデピュティ French Deputy 1992 栗毛 | Deputy Minister                                   | Vice Regent                                       | Vice Regent      |
| 父 *クロフネ 1998 芦毛          | 父の父*フレンチデピュティ French Deputy 1992 栗毛 | Deputy Minister                                   | Mint Copy                                         |                  |
| 父 *クロフネ 1998 芦毛          | 父の父*フレンチデピュティ French Deputy 1992 栗毛 | Mitterand                                         | Hold Your Peace                                   | Hold Your Peace  |
| 父 *クロフネ 1998 芦毛          | 父の父*フレンチデピュティ French Deputy 1992 栗毛 | Mitterand                                         | Laredo Lass                                       |                  |
| 父 *クロフネ 1998 芦毛          | 父の母*ブルーアヴェニュー Blue Avenue 1990 芦毛   | Classic Go Go                                     | Pago Pago                                         | Pago Pago        |
| 父 *クロフネ 1998 芦毛          | 父の母*ブルーアヴェニュー Blue Avenue 1990 芦毛   | Classic Go Go                                     | Classic Perfection                                |                  |
| 父 *クロフネ 1998 芦毛          | 父の母*ブルーアヴェニュー Blue Avenue 1990 芦毛   | Eliza Blue                                        | Icecapade                                         | Icecapade        |
| 父 *クロフネ 1998 芦毛          | 父の母*ブルーアヴェニュー Blue Avenue 1990 芦毛   | Eliza Blue                                        | *コレラ                                           |                  |
| 母 ルミナスポイント 2003 青鹿毛 | 母の父アグネスタキオン 1998 栗毛                  | *サンデーサイレンス                               | Halo                                              | Halo             |
| 母 ルミナスポイント 2003 青鹿毛 | 母の父アグネスタキオン 1998 栗毛                  | *サンデーサイレンス                               | Wishing Well                                      |                  |
| 母 ルミナスポイント 2003 青鹿毛 | 母の父アグネスタキオン 1998 栗毛                  | アグネスフローラ                                  | *ロイヤルスキー                                   | *ロイヤルスキー  |
| 母 ルミナスポイント 2003 青鹿毛 | 母の父アグネスタキオン 1998 栗毛                  | アグネスフローラ                                  | アグネスレディー                                  |                  |
| 母 ルミナスポイント 2003 青鹿毛 | 母の母*ソニンク Soninke 1996 黒鹿毛               | Machiavellian                                     | Mr. Prospector                                    | Mr. Prospector   |
| 母 ルミナスポイント 2003 青鹿毛 | 母の母*ソニンク Soninke 1996 黒鹿毛               | Machiavellian                                     | Coup de Folie                                     |                  |
| 母 ルミナスポイント 2003 青鹿毛 | 母の母*ソニンク Soninke 1996 黒鹿毛               | Sonic Lady                                        | Nureyev                                           | Nureyev          |
| 母 ルミナスポイント 2003 青鹿毛 | 母の母*ソニンク Soninke 1996 黒鹿毛               | Sonic Lady                                        | Stumped                                           |                  |
| 母系(F-No.)                     | ソニンク系(FN:B3)                                 | ソニンク系(FN:B3)                                 | ソニンク系(FN:B3)                                 | [ § 3 ]          |
| 5代内の近親交配                 | Northern Dancer 5×5=6.25%、Halo 4･5（母内）=9.38% | Northern Dancer 5×5=6.25%、Halo 4･5（母内）=9.38% | Northern Dancer 5×5=6.25%、Halo 4･5（母内）=9.38% | [ § 4 ]          |
| 出典                            | 1. 2. 3. 4.                                       | 1. 2. 3. 4.                                       | 1. 2. 3. 4.                                       | 1. 2. 3. 4.      |

- 母ルミナスポイントは現役時代に条件戦5勝、その内4勝をダート短距離戦で挙げている[18]。
- 叔父に芝・ダートで重賞6勝のノーザンリバー、ダート重賞4勝馬ランフォルセ。伯母アコースティクスの仔に2009年の東京優駿優勝馬ロジユニヴァース、叔母ライツェントの仔に2017年秋華賞・2019年ナッソーステークス勝ち馬ディアドラがいる。
- 3代母Sonic Ladyは1986年愛1000ギニー・サセックスステークス・ムーランドロンシャン賞の勝ち馬[19]。また、6代母Lucaslandの子孫にマイルGI5勝を挙げたAttractionがいる。